# Sua Vida Me Pertence
Sua Vida Me Pertence, est une telenovela brésilienne diffusée en 1951 - 1952 par Rede Tupi.

## Distribution
- Vida Alves
- Wálter Foster (es)
- Lia de Aguiar
- José Parisi
- Lima Duarte
- Dionisio Azevedo
- Néa Simões
- João Monteiro
- Astrogildo Filho
- Tânia Amaral

## Diffusion internationale
| Pays   | Chaîne    | Titre                | Série Prémière |
| ------ | --------- | -------------------- | -------------- |
| Brésil | Rede Tupi | Sua Vida Me Pertence |                |

### Sources
- (en) Cet article est partiellement ou en totalité issu de l’article de Wikipédia en anglais intitulé « Sua Vida Me Pertence » (voir la liste des auteurs).

- (pt) Cet article est partiellement ou en totalité issu de l’article de Wikipédia en portugais intitulé « Sua Vida Me Pertence » (voir la liste des auteurs).